# Xylopia lanceolata
Xylopia lanceolata är en kirimojaväxtart som beskrevs av Robert Elias Fries. Xylopia lanceolata ingår i släktet Xylopia och familjen kirimojaväxter. Inga underarter finns listade i Catalogue of Life.